# Siderolamprus ingridae
Siderolamprus ingridae — вид веретільницеподібних ящірок родини Diploglossidae. Ендемік Мексики.

## Поширення і екологія
Siderolamprus ingridae мешкають в гірському масиві Сьєрра-де-лос-Тустлас в мексиканському штаті Веракрус, на західних схилах вулкана Санта-Марта, на висоті 1200 м над рівнем моря. Вони живуть у вологих гірських тропічних лісах.